# Georg von Detten (SA-Mitglied)

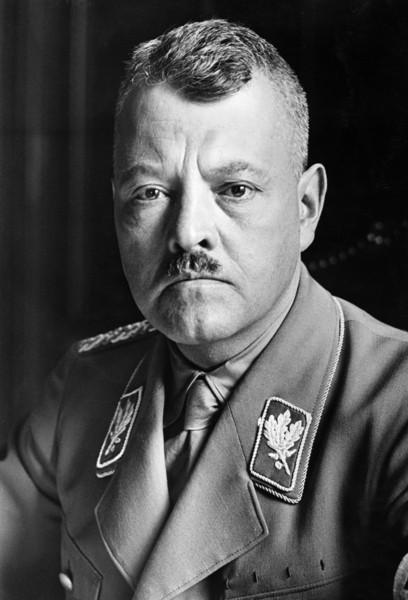
Georg von Detten (um 1932).

Georg Ferdinand Philipp Maria von Detten (* 9. September 1887 in Hagen; † 1. Juli oder 2. Juli 1934 in Berlin-Lichterfelde) war ein deutscher Offizier, Politiker (NSDAP) und SA-Gruppenführer. Er war einer der Getöteten des sogenannten Röhm-Putsches.

## Leben

### Jugend und Erster Weltkrieg
Georg von Detten war das vierte und jüngste Kind des Landgerichtsrates Georg von Detten und dessen Ehefrau Maria (* 19. April 1853 in Osthof; 10. November 1923 in Paderborn), geborene Freiin von Morsey. Sein ältester Bruder war der spätere Ministerialdirektor Hermann von Detten.
Er besuchte Gymnasien in Paderborn, Brilon und Soest und machte schließlich in Duderstadt seine Reifeprüfung. Danach folgten der Besuch der Kriegsschule Potsdam und sein Eintritt in das Infanterie-Regiment „Herwarth von Bittenfeld“ (1. Westfälisches) Nr. 13 der Preußischen Armee in Münster. Im März 1914 wurde Detten in das in Neuhaus bei Paderborn stationierte Husaren-Regiment „Kaiser Nikolaus II. von Russland“ (1. Westfälisches) Nr. 8 versetzt. Mit diesem Regiment nahm Detten am Ersten Weltkrieg teil, in dem er bis 1918 an der Westfront kämpfte. Während des Krieges ließ Detten sich zum Jagdflieger ausbilden und war bei Kriegsende Rittmeister.

### Weimarer Republik und Zeit des Nationalsozialismus
Nach seiner Rückkehr aus dem Krieg arbeitete Detten bis 1928 nacheinander als Landwirt, Bankangestellter und Leiter eines Verkehrsunternehmens. Er trat 1922 in die NSDAP ein und schloss sich der neu gegründeten Partei zum 1. Februar 1926 erneut an (Mitgliedsnummer 42.630).
In den späten 1920er Jahren begann Detten, der als konservativ galt, eine steile Karriere in der SA, der Schlägertruppe der NSDAP: 1929 wurde er zum SA-Führer in Dresden ernannt, wo er zunächst als Stabsführer der SA-Gruppe Mitte und später in der SA-Gruppe Sachsen wirkte. 1932 wurde er zum SA-Gruppenführer befördert.
Nach der Machtergreifung der NSDAP wurde Detten vom Reichskommissar Manfred von Killinger am 10. März 1933 ins sächsische Innenministerium berufen und am 6. April 1933 zum Oberpräsidenten der Polizei in Sachsen ernannt. Später im selben Jahr wurde er Leiter des Politischen Amtes der Obersten SA-Führung in der Berliner Tiergartenstraße und gleichzeitig Chef aller SA-Kommissare in Preußen. In der SA-Führung war er vor allem für außenpolitische Fragen zuständig.
Am 5. März 1933 wurde Detten für den Wahlkreis 28 (Dresden-Bautzen) als Abgeordneter für die NSDAP in den Reichstag gewählt, dem er bis zu seinem Tod 1934 angehörte. Nach Dettens Tod wurde sein Mandat von Ernst Ittameier übernommen. Einige Autoren wie Walther Hofer sehen Detten als einen der Hauptbeteiligten an einer vermuteten Brandstiftung durch Nationalsozialisten im Zusammenhang mit dem Reichstagsbrand im Februar 1933. Besonders häufig in Verbindung gebracht wird er in diesem Zusammenhang mit Joseph Goebbels und Rudolf Diels.

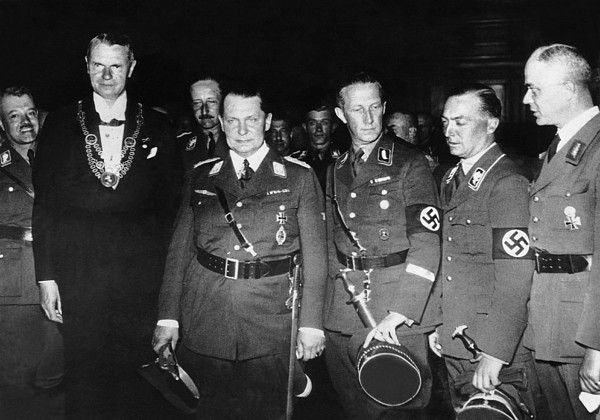
Georg von Detten (ganz links) im Kreis führender Nationalsozialisten im Herbst 1933: Außer ihm im Bilde Heinrich Sahm (Oberbürgermeister von Berlin), August Wilhelm Prinz von Preußen, Hermann Göring (Preußischer Ministerpräsident), Julius Lippert, Karl Ernst (Führer der Berliner SA-Gruppe) und Artur Görlitzer (stellvertretender Gauleiter von Berlin).

### Ermordung
Am Vormittag des 30. Juni 1934 wurde Detten im Zuge der Röhm-Affäre verhaftet und in der Nacht zum 2. Juli 1934 in Berlin auf dem Gelände der SS-Kaserne Berlin-Lichterfelde von der Leibstandarte SS Adolf Hitler erschossen.
Detten wurde wahrscheinlich kurz nach seiner Ankunft am Münchener Hauptbahnhof am Vormittag des 30. Juni 1934, von wo er nach dem außerhalb von München gelegenen Kurort Bad Wiessee reisen wollte, wo für den Mittag dieses Tages eine SA-Führertagung unter dem Vorsitz Hitlers angesetzt war, zu der alle höheren SA-Führer geladen waren, von der Münchener Polizei verhaftet. Er kam zunächst in das Gefängnis Stadelheim und wurde von dort zusammen mit seinem Stabsführer Hans-Joachim von Falkenhausen sowie mit zwei weiteren höheren SA-Führern, die in München verhaftet worden waren – Karl Schreyer und Fritz von Kraußer –, am 1. Juli 1934 mit einem Sonderflugzeug nach Berlin gebracht. Dort kamen die vier Männer ins KZ Columbia in der Nähe des Tempelhofer Flugplatzes.
Im Columbiahaus wurde Detten und den anderen drei SA-Führern von SS-Angehörigen eröffnet, dass sie Hochverrats überführt und zum Tode verurteilt seien und im Laufe der Nacht exekutiert würden. Ein Standgerichtverfahren wurde in diesen vier Fällen – anders als bei einigen anderen SA-Angehörigen, die am 1. Juli in Berlin umgebracht wurden – nicht durchgeführt.
Schreyer, der vor seiner Verhaftung am 30. Juni in München einer Rede Hitlers im Braunen Haus beigewohnt hatte, berichtete später, dass Hitler in dieser Rede „besonders ausfällig“ gegen Detten geworden sei: Detten habe die Diplomatie des Reiches gefährdet, indem er „ohne Kenntnis des Auswärtigen Amtes und ohne seine Genehmigung Verhandlungen mit Diplomaten gepflogen“ habe und dass er zudem „Fühlung mit dem Todfeind der Partei, General v. Schleicher, aufgenommen“ habe, womit er schon die „ersten Schritte zum Hochverrat gemacht“ habe. Detten habe ihm, Schreyer, als er ihm dies in der Nacht vom 1. zum 2. Juli 1934 erzählt habe, erklärt, er habe „gerade im Auftrage Hitlers gelegentlich einer privaten Einladung mit Schleicher gesprochen, der in dieser Hinsicht Hitler gebeten hatte.“ Schleicher habe nur um einen Posten für sich nach eigener Wahl Hitlers gebeten. Dettens Witwe teilte Franz Gürtner schriftlich mit, dass Detten ca. 10 Tage vor seinem Tod, also um den 20. Juni 1934 herum, ein einstündiges Treffen mit Hitler hatte.
Zudem hatte Dettens Stabschef Falkenhausen sich in der zweiten Junihälfte 1934 einmal mit Schleicher in der Wohnung des Bankiers Wilhelm Regendanz getroffen, nachdem letzterer Schleicher um Vermittlung eines Gespräches mit einem der Regierung nahestehenden Nationalsozialisten gebeten hatte, um diesem seine Ansichten zur politischen Lage und zum Verhältnis zwischen Reichswehr und SA auseinanderzusetzen. Ein Angebot Falkenhausens, seine Mitteilungen über Ernst Röhm an Hitler weiterzuleiten, habe Schleicher abgelehnt und erklärt, diese lieber Hitler persönlich mitteilen zu wollen. Bis Mitte Juni 1934 hatte Schleicher hingegen konsequent jeden Kontakt zu SA-Führern abgelehnt. So teilte er Arno von Moyzischewitz am 15. oder 16. Juni 1934 mit, Röhm habe einige Wochen zuvor durch einen Mittelsmann versucht, eine Verbindung mit ihm, Schleicher, anzuknüpfen, was Schleicher allerdings „von vorn herein in eindeutiger Weise abgewiesen“ habe, ohne dass es überhaupt zu einer Aussprache gekommen sei.
In den frühen Morgenstunden des 2. Juli 1934 wurde Detten von SS-Angehörigen vom Columbiahaus auf das Gelände der SS-Kaserne in Lichterfelde gebracht und dort erschossen.
Als Hauptverantwortlicher für die Ermordung Dettens wird meist Goebbels gesehen. So wird berichtet, dass Detten im Juni 1934 Hitler eine „Goebbels belastende Akte“ übergeben habe. Der ehemalige NS-Funktionär und rechtsextreme Autor Erich Kern oder Robert Melvin Spector weisen zudem auf Dettens Nähe zum konservativen Widerstand hin. So wird er mit der Gruppe um Edgar Jung und dem ehemaligen Minister Gottfried Treviranus (1891–1971) in Verbindung gebracht. Spector sieht in ihm sogar einen Mitverfasser der Marburger Rede Franz von Papens.

### Partielle Rehabilitierung
Heinrich Bennecke, ein hoher SA-Funktionär der die Röhm-Affäre überlebte, berichtete nach dem Zweiten Weltkrieg, dass Dettens Witwe am 9. Juli 1934 von Hitlers Stellvertreter Rudolf Heß aufgesucht worden sei: Heß habe der Frau versichert, dass er von der Erschießung ihres Mannes nichts gewusst habe und ihr zugleich versprochen, sich um eine Ehrenrettung für den Toten zu bemühen. Diese sei kurz darauf – wenngleich in einer für den Außenstehenden kaum fassbaren Form – in der Rede Hitlers vor dem Reichstag vom 13. Juli 1934 erfolgt, in der Hitler grundsätzlich die Röhm-Affäre rechtfertigte. Der entscheidende Passus in Hinblick auf Detten sei, so Bennecke, die Ausführung Hitlers gewesen:

„[...] Die Notwendigkeit des eigenen Vorgehens der SA [= eines gewaltsamen SA-Putsches] wurde begründet mit dem Hinweis auf meine Entschlussunfähigkeit, die erst dann behoben sein würde, wenn Tatsachen geschaffen wären. Vermutlich unter diesen unwahren Vorwänden wurde die außenpolitische Aktion Herrn Detten übertragen.“

Bennecke führte hierzu erläuternd aus, dass dies insofern eine - freilich nur für Eingeweihte als solche erkennbare - Rehabilitierung Dettens gewesen sei, weil er von Hitler als einziger aus dem Kreis der allgemein beschuldigten SA-Führer herausgehoben wurde: Detten sei der einzige Mann unter den damals umgebrachten SA-Führern gewesen, dem Hitler mit den Worten „vermutlich unter diesen unwahren Vorwänden wurde die Aktion Herrn Detten übertragen“ fehlende Absicht zur Teilnahme an einer hochverräterischen Aktion zugebilligt habe. Vielmehr sei Detten aus einem Irrtum heraus in die angeblich von der SA-Führung um Ernst Röhm betriebenen hochverräterischen Machenschaften hineingezogen worden. Für den Rahmen der Rede sei zudem, so Bennecke, die respektvolle Titulierung Dettens als „Herr von Detten“ außergewöhnlich gewesen – andere Personen habe Hitler in seiner Rede in brüsk-knappen Form beim Nachnamen oder mit ihrem SA-Rang bezeichnet.
Dettens Witwe, die Berlin im Mai 1935 verließ und sich mit ihren Kindern in Osnabrück niederließ, erhielt nach seinem Tod eine lebenslange monatliche Rente in Höhe von 500 RM aus Reichsmitteln zugestanden. Zudem betrieb sie mit Unterstützung ihres Schwagers Hermann von Detten die Rehabilitierung ihres getöteten Mannes: Namentlich ersuchte sie 1935 auf Ermunterung des Reichsjustizministers bei diesem darum, bei Hitler/der Reichsregierung eine Ehrenerklärung zugunsten von Georg von Detten zu erwirken: Hierbei stellte sie fest, dass Hitler „mit meinem Mann seinen Treuesten verloren“ habe. „Nie habe ein Gedanke der Untreu sich an ihn herangewagt, nie ein Hauch seine Ehre getrübt“. Trotz wohlwollender Gesten Gürtners und Rudolf Buttmanns kam es jedoch nicht zu einer öffentlichen Rehabilitierung.

## Persönlichkeit
Die überlieferten Urteile über Dettens Persönlichkeit fallen deutlich positiver aus als über die meisten hohen SA-Führer:
Der erste Chef der Gestapo, Rudolf Diels, charakterisiert Detten und seinen Stabsführer Falkenhausen sowie den schlesischen SA-Führer Eberhard von Wechmar in seinen Memoiren als „rechtschaffene SA-Führer“, die „nicht nur gegen die Schandtaten in ihren eigenen Reihen vorgegangen“ seien, sondern „auch den Kurs der Gewalttätigkeit überhaupt“ verdammt hätten.

## Familie und Nachkommen
Am 2. September 1919 heiratete er Renata Krug von Nidda und von Falkenstein (* 22. Dezember 1897 in Dresden), die Tochter des damaligen Kreishauptmanns von Dresden und späteren deutschnationalen sächsischen Wirtschaftsministers Friedrich Krug von Nidda und von Falkenstein. Aus der Ehe gingen drei Kinder hervor: Die Söhne Georg-Friedrich Clemens Johann Hermann Constanz (* 22. Juni 1920 in Dresden; † 19. Dezember 1997 in Konstanz) und Lothar Otto Wilhelm Ludwig Erich Georg (* 14. April 1927 in Osnabrück; † 6. Januar 1953 in Bad Rothenfelde) sowie die Tochter Gesa-Maria Elisabeth Margrit Johanna Ulrike (* 11. Dezember 1923 in Osnabrück; † 22. Februar 1997 ebendort).

## Schriften
- „Nationalsozialistisches Führertum. Grundlagen und Aufgaben des SA-Führers“, in: Der SA-Mann vom 8. März 1932 und 17. März 1932.